# Fahnen-Stachelkopf
Der Fahnen-Stachelkopf (Sebastes rubrivinctus) ist ein Meeresfisch in der Familie der Drachenköpfe. Er kommt im Ostpazifik von San Francisco (Kalifornien) bis San Quintín (nördliches Baja California) vor.

## Merkmale
Der Fisch wird bis zu 51 Zentimeter groß und maximal 1,45 Kilogramm schwer. Berichte über Exemplare von über 60 cm Länge beruhen wahrscheinlich auf Verwechselungen mit Sebastes babcocki.  Auf einer rosig-weißlichen Grundfärbung zeigt der Fahnen-Stachelkopf auf Kopf, Rumpf und Schwanzflosse einige auffällige breite rote oder rötlich-schwärzliche Querbänder. Bei Jungfischen sind die Querbänder einfarbig schwärzlich, bei Exemplaren größer als 35 cm können sie zunehmend verblassen. Die Anzahl der Brustflossenstrahlen liegt bei 17 (19 bei Sebastes babcocki). Das Höchstalter liegt bei etwa 18 Jahren.

## Lebensweise
Der Fahnen-Stachelkopf hält sich bevorzugt bodennah in felsigen Gebieten in Tiefen von 30 bis ca. 300 Metern auf.